# Julia Szczurowska
 (septembre 2019).
Julia Szczurowska, née le 29 juillet 2001 à Olsztyn, est une joueuse polonaise de volley-ball évoluant au poste de pointue au RC Cannes.

## En club
Arrivé en 2018 du Volleyball Wrocław, elle remporte dès sa première saison au RC Cannes le titre de championne de France en 2019.

## En sélection
Julia Szczurowska participe en 2017 au Championnat du monde féminin des moins de 18 ans en Argentine avec la sélection polonaise. La Pologne tombe enhuitièmes de finale face au futur finaliste, la République dominicaine (2-3). La Pologne terminera finalement 16e.
Elle dispute le Championnat d'Europe féminin des moins de 20 ans en 2018, terminant à la troisième place.